# Cizosprašnost
Cizosprašnost (alogamie) je děj, při němž dochází k opylení pylem z jiné rostliny, jedná se tedy o rozmnožování pohlavní. Cizosprašnost je u rostlin mnohem častější než samosprašnost (autogamie). Cizosprašné rostliny mívají výraznější tvary, barvy a vůně květů. Cizosprašnost se vyvinula současně s evolucí opylovačů, zejména hmyzu, který opyluje asi 80 % květů. Mezi nejvýznamnější opylovače patří blanokřídlí.

## Zabránění samoopylení
Samoopylení je u cizosprašných rostlin zabráněno různými mechanismy. Některé jsou fyziologické či genetické, jako je autoinkompatibilita (neschopnost spojení gamet pocházejících ze stejného jedince), jiné jsou morfologické (dichogamie, různočnělečnost).

### Autoinkompatibilita
Autoinkompatibilita je geneticky podmíněná fyziologická reakce, zabraňující oplození pylem z geneticky shodné rostliny. Může se jednat o pyl z téže rostliny nebo o pyl z jiné rostliny se stejným genomem, získané některým způsobem vegetativního rozmnožování. U většiny rostlin je tento proces regulován jediným genem v jediném tzv. S lokusu. Varianty v tomto lokusu jsou známy jako haplotypy, variace v samotném genomu jsou označovány jako alely. Pouze u některých rostlin je lokusů více (např. u některých trav nebo pryskyřníku prudkého.
Při sporofytickém typu se nesnášenlivost projevuje již na povrchu blizny, např. vzájemnou interakcí enzymů z pylového zrna s bílkovinami blizny. Pokud je S alela pylu shodná s S alelou blizny, pylová láčka v takovém případě vůbec nevyklíčí. Tento typ se vyskytuje zejména u rostlin se suchými bliznami (např. hvězdnicovité) a s trojbuněčnými pylovými zrny. Při gametofytickém typu se nesnášenlivost projeví až při prorůstání pylové láčky čnělkou nebo až v zárodečném vaku, a projevuje se postupným zastavením růstu pylové láčky. Tento typ se vyskytuje u rostlin s vlhkými bliznami a dvoubuněčnými pylovými zrny (např. lilkovité).
Autoinkompatibilita je vyvinuta u přibližně 50 % krytosemenných rostlin.

### Různočnělečnost
Samoopylení je u některých rostlin zabráněno rozdílnou stavbou květů, označovanou jako heterostylie (různočnělečnost). Vyskytuje se např. u prvosenek. U některých jedinců jsou květy dlouhočnělečné (čnělka je dlouhá a prašníky jsou umístěny pod ní v korunní trubce), jiné krátkočnělečné (čnělka je krátká a prašníky jsou nad ní, na dlouhých nitkách). Mimo to se tyto květy liší i velikostí pylových zrn a stavbou bliznových papil. U některých rostlin, např. u kypreje, existují dokonce tři typy květů (tzv. tristylie).

### Dichogamie
U některých rostlin blizny a prašníky nedozrávají v rámci jednoho květu ve stejný čas. Tento jev, nazývaný dichogamie, znesnadňuje samoopylení. Pokud jako první dozrávají prašníky, je to tzv. proterandrie (prvoprašnost). Vyskytuje se např. u hvězdnicovitých. Pokud jako první dozrává blizna a až po ní prašníky, jedná se o proterogynii (prvobliznost). Je zastoupena např. u plaménku či podražce.

## Cizosprašnost vovocnářství
V ovocnářství je za cizosprašný považován jedinec (např. strom) nebo celý kultivar, pokud k opylení potřebuje jiný kultivar, přičemž nezáleží na tom, zda jiný kultivar roste na druhém stromu, nebo je přiroubován na strom, o jehož opylení se jedná (např. hrušně, jabloně, třešně).

Za samosprašný je považován jedinec (např. strom) nebo celý kultivar (odrůda), pokud se opylí pylem z libovolně umístěného květu stejného kultivaru (např. některé broskvoně, meruňky, višně).